# Lista de álbuns musicais de The Powerpuff Girls
Esta é uma lista de álbuns musicais da série de televisão The Powerpuff Girls. Todos foram lançados pela Rhino Entertainment entre 2000 e 2003.

## Heroes & Villains
Heroes & Villains foi lançado em 18 de julho de 2000, em CD e cassete.  Ann Powers, jornalista do The New York Times, elogiou as músicas originais do álbum pop, dizendo: "O som precoce dessas bandas nunca tiveram um nicho mais apropriado". Além disso, o álbum liderou a Billboard na catégoria música para crianças em seis semanas após sua estréia. 

### Faixas
| N.º | Título                             | Duração |  |
| 1.  | "The Powerpuff Girls (Main Theme)" | 1:16    |  |
| 2.  | "Go Monkey Go"                     | 3:09    |  |
| 3.  | "Pray for the Girls"               | 3:53    |  |
| 4.  | "Signal in the Sky (Let's Go)"     | 3:26    |  |
| 5.  | "Walk & Chew Gum"                  | 3:23    |  |
| 6.  | "Buttercup (I'm a Super Girl)"     | 2:38    |  |
| 7.  | "B.L.O.S.S.O.M."                   | 3:32    |  |
| 8.  | "Bubbles"                          | 2:05    |  |
| 9.  | "Fight the Power"                  | 3:38    |  |
| 10. | "Don't Look Down"                  | 4:31    |  |
| 11. | "The Fight"                        | 1:53    |  |
| 12. | "Friends Win"                      | 2:39    |  |
| 13. | "The Powerpuff Girls (End Theme)"  | 4:11    |  |
| 14. | "Love Makes The World Go 'Round"   |         |  |

## The City of Soundsville
The City of Soundsville foi lançado em 18 de setembro de 2001, em CD, cassete e disco de vinil.  Heather Phares do All Music Guide ficou bastante satisfeito com a trilha sonora, chamando-lhe "um prazer completo" e "sem dúvida, um dos albuns mais legais para crianças". 

### Faixas
| N.º | Título                                  | Duração |  |
| 1.  | "Título principal"                      | 2:39    |  |
| 2.  | "Townsville"                            | 2:38    |  |
| 3.  | "Mojo Jojo"                             | 3:05    |  |
| 4.  | "Blossom"                               | 2:38    |  |
| 5.  | "Gangreen Gang"                         | 2:10    |  |
| 6.  | "Boogie Man"                            | 2:07    |  |
| 7.  | "Pokey Oaks"                            | 1:58    |  |
| 8.  | "Mayor"                                 | 1:31    |  |
| 9.  | "Fuzzy Lumpkins"                        | 3:00    |  |
| 10. | "Buttercup"                             | 3:01    |  |
| 11. | "Amoeba Boys"                           | 1:58    |  |
| 12. | "Professor"                             | 1:53    |  |
| 13. | "Princess"                              | 1:30    |  |
| 14. | "Him"                                   | 1:43    |  |
| 15. | "Bubbles"                               | 2:35    |  |
| 16. | "Hearts and Stars"                      | 2:00    |  |
| 17. | "Super Secret City of Soundsville Song" | 4:10    |  |

## Power Pop
Power Pop foi lançado em 12 de agosto de 2003, em CD e cassete.  Apesar de críticas positivas dos álbuns anteriormente lançados, Heather Phares do All Music Guide considerou Power Pop como uma "grande decepção", dizendo que "é especialmente frustrante que eles escolheram o estilo pop adolescente para este álbum, enquanto em Dexter's Laboratory: Homeboy Genius acabou tão brilhantemente (e contou com estrelas do hip-hop)". 

### Faixas
| N.º | Título                                  | Artistas         | Duração |  |
| 1.  | "That's What Girls Do"                  | No Secrets       | 3:10    |  |
| 2.  | "Power of the Female"                   | Cherish          | 3:29    |  |
| 3.  | "Rocket Candy"                          | Leslie Mills     | 2:46    |  |
| 4.  | "What Do You Do"                        | Troys            | 3:11    |  |
| 5.  | "Me and My Girls"                       | Cherish          | 4:07    |  |
| 6.  | "All I Want [Sunship Radio Edit]"       | Mis-Teeq         | 3:29    |  |
| 7.  | "Chemical X"                            | Cherish          | 3:01    |  |
| 8.  | "Special"                               | Vitamin C        | 4:44    |  |
| 9.  | "Baby I Don't Care"                     | Jennifer Ellison | 3:36    |  |
| 10. | "Buttercup (I'm a Super Girl)"          | Shonen Knife     | 2:32    |  |
| 11. | "On Top of Your World"                  | Shara Hotnights  | 3:18    |  |
| 12. | "Super Secret City of Soundsville Song" | Ursula 1000      | 4:12    |  |
| 13. | "Powerpunk End Theme"                   | Bis              | 1:46    |  |